# Saison 2 de Ballers
Chronologie
Saison 1 Saison 3
Cet article présente le guide des épisodes de la deuxième saison de la série télévisée américaine Ballers.

## Généralités
- Aux États-Unis, cette saison a été diffusée du 17 juin 2016 au 25 septembre 2016 sur HBO.
- Au Canada, elle a été diffusée en simultanée sur HBO Canada.

## Distribution

### Acteurs principaux
- Dwayne Johnson (VF : Gilles Morvan) : Spencer Strasmore
- John David Washington (VF : Namakan Koné) : Ricky Jerret
- Rob Corddry (VF : Jacques Bouanich) : Joe Krutel
- Omar Benson Miller (VF : Jean-Baptiste Anoumon) : Charles Greane
- Donovan W. Carter (VF : Christophe Peyroux) : Vernon Littlefield
- Troy Garity (VF : Philippe Bozo) : Jason
- London Brown (VF : Sidney Kotto) : Reggie
- Jazmyn Simon (VF : Laurence Mongeaud) : Julie Greane
- Arielle Kebbel : (VF : Pauline Moingeon Vallès) : Tracy Legette

### Acteurs récurrents
- Dulé Hill (VF : Mohad Sanou) : Larry Siefert, le GM des Miami Dolphins
- Anabelle Acosta (VF : Nathalie Bienaimé) : Annabella
- Taylor Cole : Stephanie Michaels
- Antoine Harris (en) (VF : Asto Montcho) : Alonzo Cooley
- Ella Thomas : Kara Cooley
- Taylour Paige : Theresa, la sœur de Jazmyn
- Richard Schiff (VF : Bernard Métraux) : M. Anderson
- Clifton Collins Jr. (VF : Diego Asensio) : Maximo Gomez
- Angelina Assereto : Angela Lee
- Terrell Suggs (VF : Frantz Confiac) : Terrell Suggs
- Robert Wisdom (VF : Günther Germain) : Dennis
- Andy Garcia (VF : Bernard Gabay) : Andre Allen
- Jay Glazer (VF : Patrick Messe) : Jay Glazer

## Épisodes

### Épisode 1:Nouvelle donne
- États-Unis /  Canada : 17 juillet 2016 sur HBO[1] / HBO Canada
- France : 18 juillet 2016 sur OCS City[2]
- Québec : 16 septembre 2016 sur Super Écran[3]

- États-Unis : 1,59 million de téléspectateurs[4] (première diffusion)

### Épisode 2:Dans le temple du foot
- États-Unis /  Canada : 24 juillet 2016 sur HBO / HBO Canada
- France : 25 juillet 2016 sur OCS City
- Québec : 23 septembre 2016 sur Super Écran

- États-Unis : 1,28 million de téléspectateurs[5] (première diffusion)

### Épisode 3:Elidee
- États-Unis /  Canada : 31 juillet 2016 sur HBO / HBO Canada
- France : 1er août 2016 sur OCS City
- Québec : 30 septembre 2016 sur Super Écran

- États-Unis : 1,27 million de téléspectateurs[6] (première diffusion)

### Épisode 4:Un monde de douleurs
- États-Unis /  Canada : 7 août 2016 sur HBO / HBO Canada
- France : 8 août 2016 sur OCS City
- Québec : 7 octobre 2016 sur Super Écran

- États-Unis : 1,14 million de téléspectateurs[7] (première diffusion)

### Épisode 5:La plupart des gars
- États-Unis /  Canada : 14 août 2016 sur HBO / HBO Canada
- France : 15 août 2016 sur OCS City
- Québec : 14 octobre 2016 sur Super Écran

- États-Unis : 1,21 million de téléspectateurs[8] (première diffusion)

### Épisode 6:Un samedi d'embrouilles
- États-Unis /  Canada : 21 août 2016 sur HBO / HBO Canada
- France : 22 août 2016 sur OCS City
- Québec : 21 octobre 2016 sur Super Écran

- États-Unis : 1,32 million de téléspectateurs[9] (première diffusion)

### Épisode 7:Tout le monde sait
- États-Unis /  Canada : 28 août 2016 sur HBO / HBO Canada
- France : 29 août 2016 sur OCS City
- Québec : 28 octobre 2016 sur Super Écran

- États-Unis : 1,01 million de téléspectateurs[10] (première diffusion)

### Épisode 8:Gagner du temps
- États-Unis /  Canada : 11 septembre 2016 sur HBO / HBO Canada
- France : 12 septembre 2016 sur OCS City
- Québec : 4 novembre 2016 sur Super Écran

- États-Unis : 870 000 téléspectateurs[11] (première diffusion)

### Épisode 9:Des millions de dollars dans un sac
- États-Unis /  Canada : 18 septembre 2016 sur HBO / HBO Canada
- France : 19 septembre 2016 sur OCS City
- Québec : 11 novembre 2016 sur Super Écran

- États-Unis : 1 million de téléspectateurs[12] (première diffusion)

### Épisode 10:Quitte ou double
- États-Unis /  Canada : 25 septembre 2016 sur HBO / HBO Canada[13]
- France : 26 septembre 2016 sur OCS City[14]
- Québec : 18 novembre 2016 sur Super Écran

- États-Unis : 1,10 million de téléspectateurs[15] (première diffusion)